# Уанка

Прапор уанка

Уанка (Wanqa) — андський народ в Перу. Існував ще до прибуття до Південної Америки європейців. Частково зазнав впливу культури уарі. У XI ст. утворив власну державу, яку було підкорено у 1460-х роках військами імперії інків Тауантінсую. В подальшому підтримував іспанців під час знищення держави інків. Тривалий час зберігав свою автономію в колоніальний період. На початок 21 сторіччя значною мірою асимільований неіндіанським населенням.

## Територія
Уанки були одним з найчисленнішим народом і населяли землі в гірській частині сучасного Перу, долині річки Мантаро (верхів'я цієї річки), між містами Уанкайо і Хауха, а також всі пересічні між собою долини, розташовані неподалік. землі також тягнулися до Уануко та оз. Хунін (Чинчайкоча)

## Історія
Відповідно до різних джерел, зокре ма й археологічним, уанка вважається одним з стародавніх андських народів. Більшість вчених впевнені, що у гірській частині перу вони з'явилися раніше інків. Храм Уаріуілка, зведений уарі мав значний вплив на уанки, які вважали його легендарним місцем свого походження.
У XI–XII ст. утворюються своєрідні князівство (також їх називають вождества). З цього моменту поступово йшов процес утворення єдиної держави уанка. У XIV- 1-й пол. XV ст. уанки вели міжусобні війни, в результаті яких більш слабкі «князівства» поступово поглиналися більш сильними. До приходу інків близько 1460 року великим місцевим правителям підпорядковувалося по 15-20 тис. осіб, найвпливомішому з роду Пома — до 30-40 тис. Населення все більше стягувалося в столичні містечка, які нараховували до 10 тис. жителів.
У 1460 році держави уанки стикнулися з наміром Сапа Інки Пачакутека захопити ці землі. Протягом 1460–1465 років уанка чинили запеклий опір військам інків на чолі із апо кіспаєм Капак Юпанкі. Проте зрештою зазнали поразки.
Включивши територію уанка до складу імперії (стала однією з провінцій чверті Чинчайсую), інки створили адміністративну систему з урахуванням історично сформованого розподілу. Не маючи в достатній кількості власних адміністративних кадрів, вони на всі пости в управлінні призначили традиційних вождів, а більшість привілеїв отримала вища знать. Уанка зуміли зберегти часткову автономію, водночас відкрився шлях до об'єднання цього народу і до відповідного посиленню могутності верховних вождів. Інки об'єктивно сприяли формуванню місцевої державності.
Інки заснували загальнопровінційну столицю не в одному з існуючих раніше містечок, а в побудованому на порожньому місці новому адміністратівному центрі Хатун Хауха («хатун» означає «головний», «великий»; Хауха — інша назва області Уанки). Однією з цілей цього могло бути прагнення підірвати традиційні підвалини традиційної влади вождів уанка.
Ця система зберігалася до появи іспанських конкістадорів. Після полоні, а потім страти у 1533 році Сапа Інки Атауальпи уанка вирішили скинути залежність від інкської держави. Вожді уанка перейшли на бік Франциско Піссаро та сприяли зниженю Тауантінсую. Особливо загони уанка відзначилися під час облоги у 1536 році столиці інків Куско.

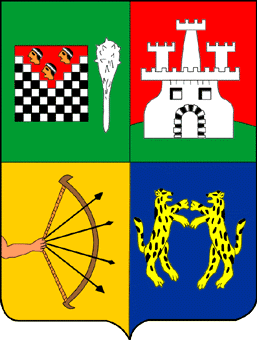
Герб наданий уанка королем Філіппом II Габсбургом

За надані послуги уанка від іспанського короля Карла I отримали права на збереження внутрішньої самостійності. Проте уанка так й зуміли створити єдиного державного утворення. Продовжували діяти кураки та верховні вожді. Привілеї уанка були підтверджені королем Філіппом II. Такий статус уанка мали до середини 1780-х років. після придушення повстання Тупак Амару II іспанська влада взяла курс на ліквідацію усіх індіанських «автономій» на території віце-королівства Перу.
В результаті прискорився процес асиміляції та втрата ідентичності народом уанка. Незабаром вожді-кусака втратили свій вплив, традиційна громада перестала існувати. Такий процес продовжився за часи незалежної держави Перу. На сьогодні уанка втратили значну частину своїх звичаїв й традицій.

## Державне управління. Міста
Уанка не зуміли створити єдиної держави. Їх землі представляли своєрідну конфедерацію самостійних «князівств» на чолі із вождем (власна назва не відома). Ймовірно до XV ст. найпотужніші князівства ставали гегемонами. Достеменно невідомий політичний центр, що панував над уанка. Городище з найвищою щільністю будівель належить найбільшій групі в долині Янамарка, але це було обумовлено не необхідністю встановлення зв'язків між спільнотами, а скоріше концентрацією населення. У цьому поселенні територія була розділена між рівними блоками, складовими пари, які повторювалися з деякою регулярністю. Спостерігалася тенденція розташовувати споруди на піднесених місцях, що свідчить про своєрідну оборонну модель. Найпоширеніші будівлі використовувалися для дуже вузьких цілей, зокрема для зберігання продуктів харчування.

## Мова
Стосовно власної мови уанка немає чітких відомостей. Після підкорення їх інками тут розповсюджується кечуа, проте сильно змішане з частиною втраченої мови уанка. Уанки розмовляють на найпівденнішому з діалектів групи кечуа, який назувають уанка-кечуа. Втім більшість уанка користуються іспанською мовою.

## Економіка
Основним життєвим ресурсом в часи незалежних держав уанка було пастушество, скотарство, в меншій мірі землеробство. Поряд з ламами і альпака, уанка використовували місцеву фауну. Про досягнення власного ремісництва уанка замало відомостей, але про їх існування відомо. Вироблялися переважно інструменти длЯ сільськогосподарської праці, а також зброю. Усі вони створювалися з міді або кременя. Від уарі уанка перейняли техніки кераміки. Ймовірно також велася торгівля із сусідніми народами.
Після того, як уанка стали частиною імперії інків в розпорядженні вождів уанка майстерні отримали право на централізоване постачання оловом, необхідне для виробництва бронзових знарядь і інструментів. Турбота про стада і посіви курак громад-айлью були перекладені на рядових членів громади, проте при обробці державних полів безпосередні організатори (соцькі) трудилися разом зі своїми підлеглими. Ці нижчі курака з уанка не належали до імперської «номенклатурі» і були відповідно позбавлені належних знаків престижу (кумбі, золото, будинки з шліфованого каменю). Їх побутове становище не відрізнялося істотно від становища селян.
Землеробство отримало потужний поштовх завдяки інкам, які навіть силою впроваджували свої засоби обробки землі. Поступово розвивається також ткацтво та вдосконалюється скотарство. За наказом імператорів зводяться сховища продуктів та товарів. На землях уанка розташовувалося більш 3000 сховищ, з них більше третини — у 5 складських комплексах навколо провінційної столиці Хатун Хауха.
В інкський період у порівнянні з предінкським на території уанка скоротився радіус території, яку обслуговували ремісничими майстернями. До інків 6,7% кераміки та 21,2% крем'яних виробів вироблялося далі ніж в 10 км від місця використання, при інках відповідно 5,4% і 14%.
В колоніальний період з огляду на збереження уанка власної автономії зберігалася господарська система, що була створено тут інками. Уанка продовжували користуватися сховищами, мостами, дорогами, тамбо. Водночас поступово стали переймати більш досконалі у порівняні з інками європейські методи обробітку землі. Традиції скотарства часів інків зберігалися доволі тривало.

## Культура та вірування
В період незалежності уанка мешкали у глиняним будинках, або вкритих дерном чи іншою рослинністю. Якихось значних посягнень в культурному життя, зокре ма живопису, скульптури або пісень, на сьогодні не відомо.
Після підкорення уанка державі інків становище знаті покращилося. Аристократи уанка стали жити в кам'яних будинках, побудованих в дусі імперської архітектури Куско, вживати посуд в інкському стилі, носити одяг з тканини «кумбі».
В колоніальний період відбувається відмова від ідолопоклонства й прийняття католицтва. Проте елементи традиційних вірувань в уанка збереглася до тепер. В культурному плані уанка поступово зазнавали значного впливу іспанської культури.